# Passeport guinéen

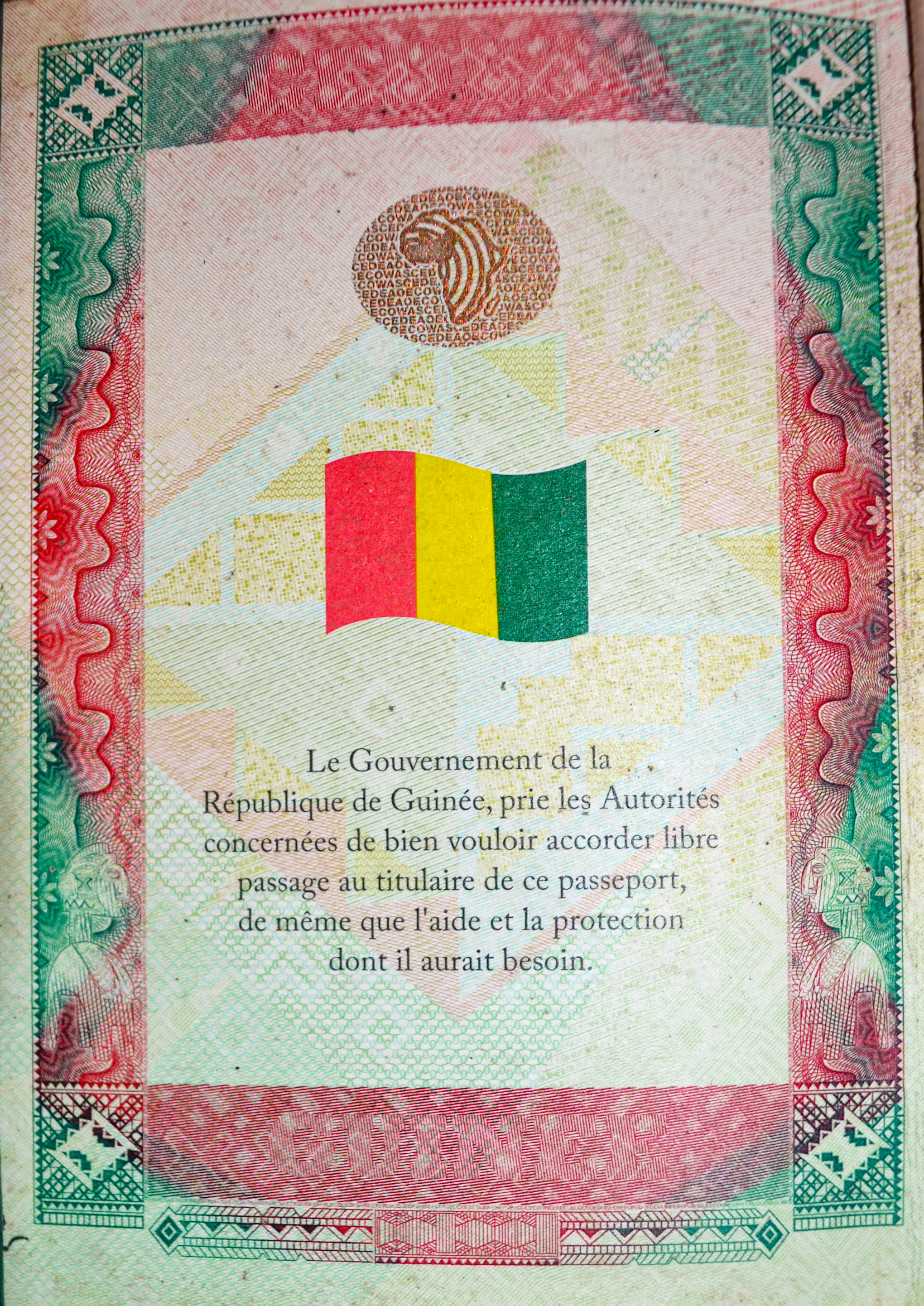

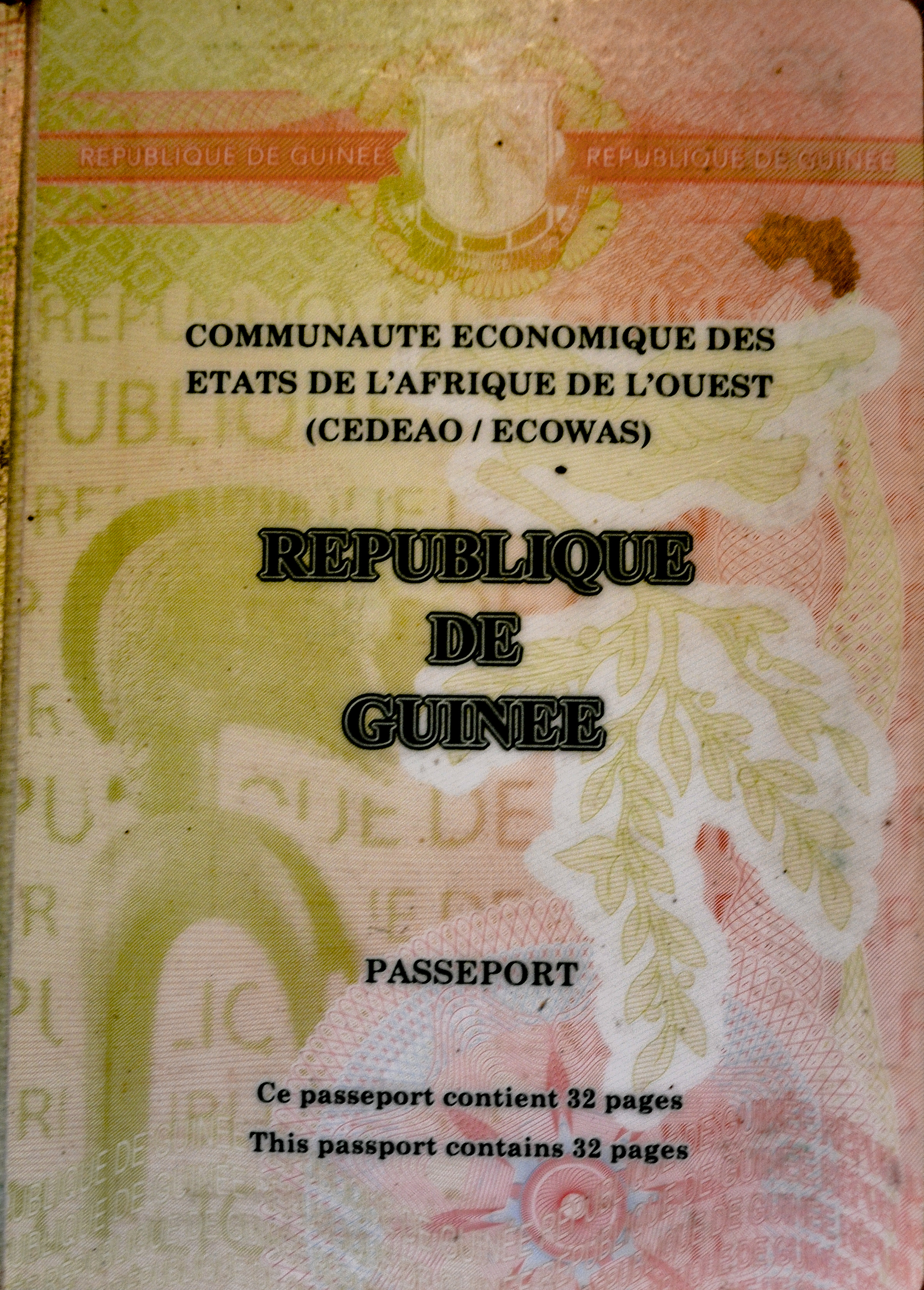

Le passeport guinéen est un document de voyage international délivré aux ressortissants guinéens, et qui peut aussi servir de preuve de la citoyenneté guinéenne. Il existe en 3 catégories, les passeports ordinaires, les passeports diplomatiques et les passeports de services.

## Liste des pays sans visa ou visa à l'arrivée

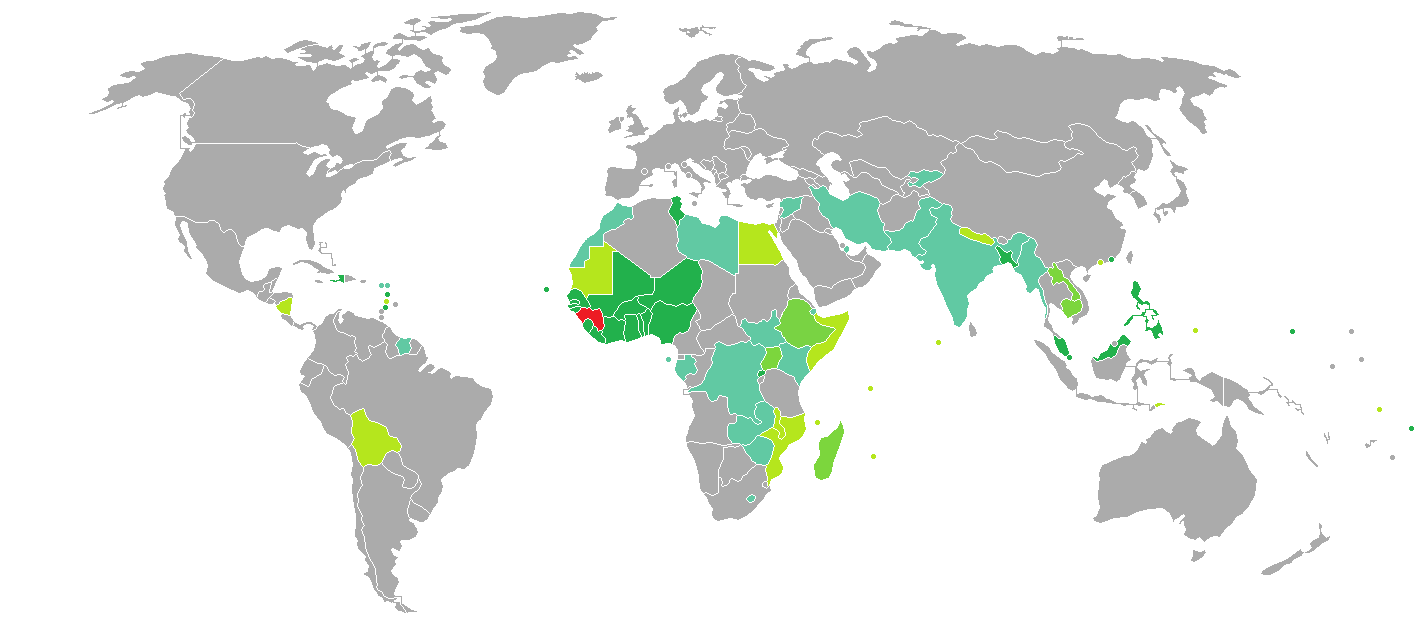
Guinée
Visa non nécessaire
Visa à l'arrivée
Système de visa électronique
Visa électronique ou à l'arrivée
Visa requis avant l'arrivée
Interdiction de voyager

## Liste des pays sans visa ou visa à l'arrivée[1]
| PAYS                       | DURÉE    |
| -------------------------- | -------- |
| Bangladesh                 | 90 jours |
| Benin                      |          |
| Burkina Faso               |          |
| Bolivie                    |          |
| Birmanie                   |          |
| Cap Vert                   |          |
| Côte d'Ivoire              |          |
| Comores                    |          |
| Dominique                  | 21 jours |
| Djibouti                   |          |
| Egypte                     |          |
| Ethiopie                   |          |
| Gambie                     |          |
| Gabon                      |          |
| Ghana                      |          |
| Guinée-Bissau              |          |
| Haiti                      | 90 jours |
| Iran                       |          |
| Inde                       |          |
| Kenya                      |          |
| Libéria                    |          |
| Lesotho                    |          |
| Mali                       |          |
| Malawi                     |          |
| Madagascar                 |          |
| Maldives                   |          |
| Mauritanie                 |          |
| Micronesie                 |          |
| Niger                      |          |
| Nepal                      |          |
| Rwanda                     | 90 jours |
| Nigéria                    |          |
| Nicaragua                  |          |
| Namibie                    |          |
| Ouganda                    |          |
| Palau                      |          |
| Senegal                    |          |
| Sierra Leone               |          |
| Singapore                  | 30 jours |
| Soudan du Sud              |          |
| Suriname                   |          |
| Somalie                    |          |
| Seychelles                 |          |
| Saint Vincent et Grenadine | 30 jours |
| Saint Lucia                |          |
| Samoa                      |          |
| San Marino                 |          |
| Tanzanie                   |          |
| Togo                       |          |
| Tunisie                    | 90 jours |
| Tuvalu                     |          |

- Guinée
- Visa non nécessaire
- Visa à l'arrivée
- Système de visa électronique
- Visa électronique ou à l'arrivée
- Visa requis avant l'arrivée
- Interdiction de voyager